# Andriej Gawriłow (hokeista)
Andriej Aleksandrowicz Gawriłow, ros. Андрей Александрович Гаврилов (ur. 8 listopada 1987 w Leningradzie) – rosyjski hokeista, trener.

## Kariera zawodnicza
- SKA 2 Sankt Petersburg (2004-2007)
- Spartak Sankt Petersburg (2006-2007)
- Ariada Wołżsk (2007-2008)
- HK Lipieck (2008-2009)
- Atłant Mytiszczi (2009-2010)
- Witiaź Czechow (2010)
- HK Szynnik Bobrujsk (2010-2011)
- Mołot-Prikamje Perm (2011)
- Jermak Angarsk (2011-2012)
- Iżstal Iżewsk (2012-2013)
- MMKS Podhale Nowy Targ (2013-2014)
- HK Soczi (2014-2016)
- Torpedo Ust-Kamienogorsk (2017-2018)
- Everest Kohtla-Järve (2018-2019)
- Torpedo Ust-Kamienogorsk (2019)
- Everest Kohtla-Järve (2019/2020)

Wychowanek Spartaka Sankt Petersburg. Grał w drużynie rezerwowej klubu SKA Sankt Petersburg. W sezonie KHL (2009/2010) był zawodnikiem dwóch klubów w lidze KHL Witiazia Czechow i Atłanta Mytiszczi. W sezonie 2010/2011 grał w białoruskiej ekstralidze, następnie w sezonach 2011/2012 i 2012/2013 w rosyjskich rozgrywkach WHL. Od stycznia 2014 zawodnik polskiego klubu MMKS Podhale Nowy Targ w rozgrywkach Polskiej Hokej Ligi w sezonie 2013/2014. Od czerwca 2014 próbnie związany z klubem HK Soczi, z którym w sierpniu podpisał dwuletni kontrakt. Od lipca 2016 do kwietnia 2017 zawodnik Saławatu Jułajew Ufa. W sezonie 2017/2018 był bramkarzem kazachskiego zespołu Torpedo Ust-Kamienogorsk. We wrześniu 2018 został graczem estońskiej drużyny Everest Kohtla-Järve. W styczniu 2019 ponownie trafił do Torpedo Ust-Kamienogorsk.

## Kariera trenerska
W 2020 został trenerem bramkarzy w zespole Dinamo Junior Sankt Petersburg.

## Wyróżnienie
- KHL (2016/2017): nagroda specjalna „Stalowe Nerwy”[7][8]